# José Aranguren Roldán
José Aranguren Roldán (Ferrol, 1875 † Barcelona, 21 d'abril de 1939) General de la Guàrdia Civil, afusellat per mantenir-se fidel a la República.

## Biografia
Nascut a A Coruña el 1875, amb 16 anys, ingressà a l'Acadèmia Militar i posteriorment va passar al cos de la Guàrdia Civil, on va fer una bona carrera militar ascendint a coronel el 1929. Quan, l'abril de 1931, es va proclamar la República, era director del Col·legi de Guàrdies Joves "Duc d'Ahumada".
Mesos després va ser destinat a A Coruña com a cap del Terç de la Guàrdia Civil, lloc on es trobava quan, el setembre de 1932, van visitar la ciutat el llavors president del consell de ministres Manuel Azaña i Santiago Casares Quiroga, membre destacat del republicanisme gallec. Aquest últim, paisà d'Aranguren, li va prendre estimació a partir de llavors.
José Aranguren va ser ascendit a general de brigada pel Govern del Front Popular, el 31 de març de 1936, havent estat el primer de l'escala de coronels de la Guàrdia Civil. Tot seguit va ser nomenat per manar la 5a zona de la Guàrdia Civil a Catalunya (formada per dos terços i quatre esquadrons de Cavalleria) amb capçalera a Barcelona.
El juliol de 1936, en esclatar la Guerra Civil no va voler sumar-se als revoltats -tot i la seva condició de catòlic i persona de filiació dretana-, sinó que, al contrari, es va posar, amb les forces al seu comandament, a disposició del Govern republicà, la qual cosa va contribuir decisivament que Barcelona no caigués en poder dels rebels. A mitjans d'agost de 1936 va ser un dels testimonis de càrrec en el procés a què van ser sotmesos els generals Manuel Goded i Álvaro Fernández Burriel a conseqüència de l'alçament militar.
Durant la contesa va manar algun temps la 4a Divisió Orgànica (Catalunya), el càrrec del qual va exercir més nominalment que de fet, donada la prepotència del Comitè de Milícies Antifeixistes de Catalunya i l'amplitud de funcions que va assumir la Conselleria de Defensa del Govern de la Generalitat catalana. Després dels esdeveniments de maig de 1937 va passar a exercir la comandància militar de València, càrrec en què va continuar fins al final de la guerra, negant-se a abandonar Espanya en els últims moments per considerar que s'havia limitat a complir amb el seu deure.
A l'entrada dels franquistes a la ciutat a finals de gener de 1939, va ser detingut, sotmès a un consell de guerra, condemnat a mort i executat.